# G. Arthur Cooper
G. Arthur Cooper (9 februari 1902 - 17 oktober 2000) was een Amerikaans paleobioloog voor het National Museum of Natural History (NMNH). Hij werkte voornamelijk op het gebied van de taxonomie en stratigrafie van armpotigen. Hij toonde al van vroeg af aan interesse in natuurhistorie en biologie. Zo verzamelde hij tijdens zijn jeugd insecten en mineralen in New York. Hij behaalde zijn Doctor of Philosophy in 1929 aan de Yale-universiteit, waar hij fossiele armpotigen (Brachiopoda) bestudeerde. 
- Biblioteca Nacional de España: XX871110
- Bibliothèque nationale de France: cb12508870m (data)
- Gemeinsame Normdatei: 116668520
- International Standard Name Identifier: 0000 0001 0858 2744
- Library of Congress Control Number: n50017605
- Nationale Bibliotheek van Tsjechië: jn20030828038
- Nationale Bibliotheek van Israël: 987007463085305171
- Nederlandse Thesaurus van Auteursnamen: 068393245
- SNAC: w6w45dtw
- Système universitaire de documentation: 08890847X
- Semantic Scholar: 104010523
- Virtual International Authority File: 67706902
- WorldCat: E39PBJyh96djGW4VXxrmXbDXh3